# Otto Heckmann
Otto Hermann Leopold Heckmann, född 23 juni 1901 i Opladen, död 13 maj 1983 i Regensburg, var en tysk astronom.
Heckmann var 1935–1941 professor vid Göttingens universitet, från 1939 som chef för därvarande observatorium, samt 1942–1962 professor och chef för Hamburgs observatorium. Han var 1962–1969 generaldirektör för Europeiska sydobservatoriet. Heckmann invaldes 1956 som ledamot av Leopoldina, 1965 som ordinarie ledamot av Akademie der Wissenschaften zu Göttingen och 1968 som utländsk ledamot av svenska Vetenskapsakademien. År 1961 tilldelades han James Craig Watson-medaljen, 1962 Jules Janssens pris och 1964 Brucemedaljen.
Asteroiden 1650 Heckmann är uppkallad efter honom.